# Intrarea cruciaților în Constantinopol

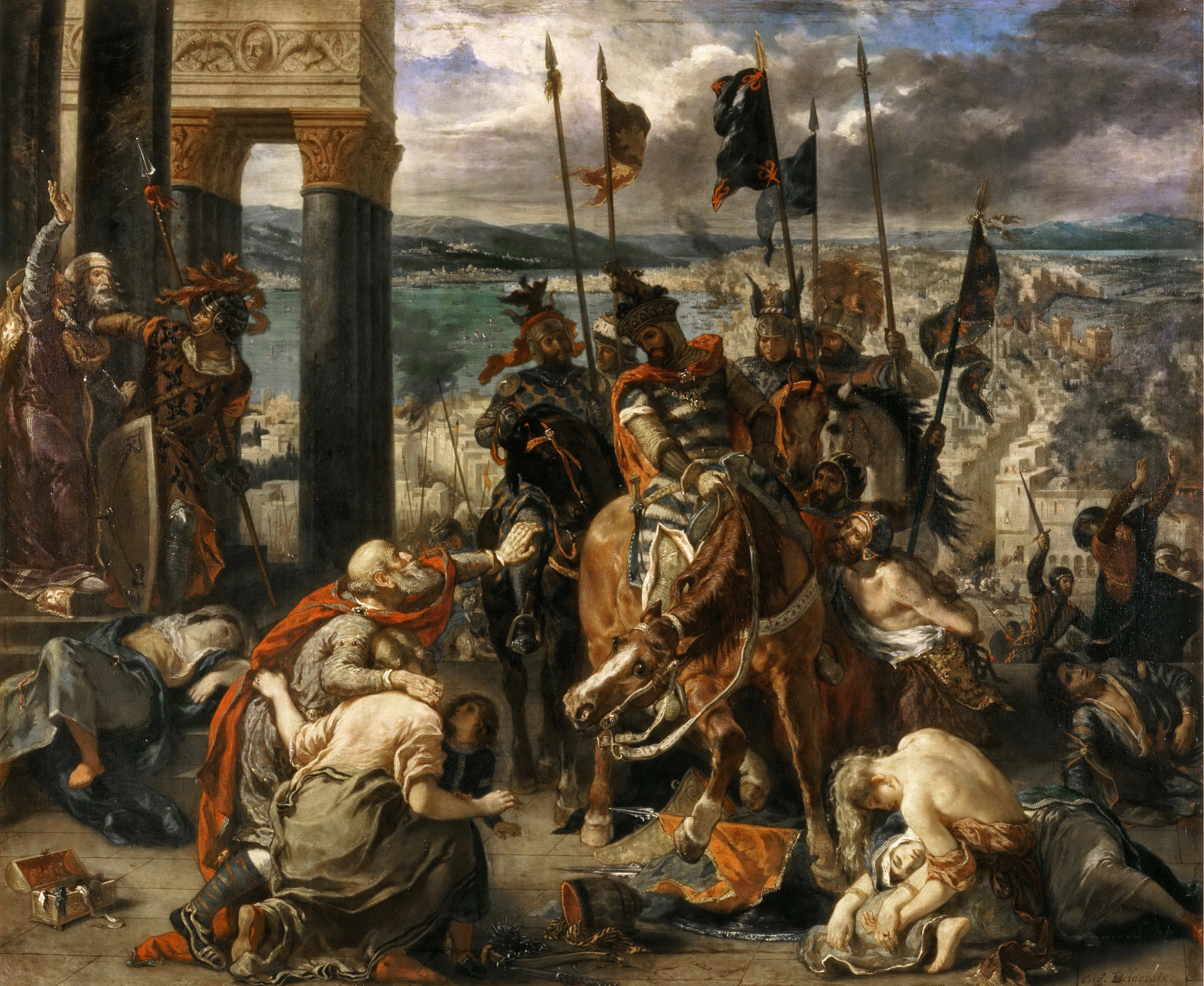
Intrarea cruciaţilor în Constantinopol; 495 x 498 cm Louvre, Paris

În anul 1838, regele Franței, Ludovic Filip, începe reconstruirea palatului de la Versailles. Pictorul primește comanda pentru un tablou care să decoreze Sala "Expedițiile Cruciaților".

## Descriere
Delacroix se inspiră din viața lui Baudouin, contele de Flandra, care a participat la a patra expediție a cruciaților (1202-1204), terminată prin cucerirea Constantinopolului. 
Scena impresionează prin teatralitatea ei: Baudouin, supranumit Împăratul, măsoară cu privirea ruinele orașului cucerit. La picioarele lui se înghesuie necredincioșii învinși. Garda scoate afară din casă un cetățean bogat, în timp ce un alt bărbat imploră îndurare noului conducător. Delacroix prezintă o scenă de război tragică. Măcelul continuă, prin fumurile dense se văd urmele tâlhăriilor și ale distrugerilor. În planul îndepărtat al tabloului, cerul, marea și munții închid de minune compoziția imaginară.
Fundalul clar, orașul alb, cerul albastru și scena luminată din prim-plan se împletesc cu locurile umbrite din partea stângă a pânzei și cu grupul călăreților. Pictorul mai introduce un alt procedeu de compoziție interesant, care îi permite să formeze două nivele ale tabloului: scena din prim-plan maschează  versantul unui deal, ce permite expunerea orașului la poalele lui –nu există o trecere directă între primul și al doilea plan.
Datorită acestei elipse picturale, Delacroix a evitat necesitatea pictării peisajului care pe el, în acest caz, nu-l interesa.

## Alte articole
- Eugène Delacroix